# Maurice Baeten
Maurice Baeten, né le 27 avril 1935 à Lierre en Belgique et mort le 22 janvier 2019 dans la même ville est un footballeur international belge qui joue au poste de gardien de but.

## Biographie
Né à Lierre, Maurice Baeten s'affilie au club de sa ville natale, le Lierse, dès l'âge de 12 ans. Il y effectue toute sa formation et y joue toute sa carrière professionnelle.

### En club

#### Lierse SK
C'est en 1953 que Maurice Baeten intègre, à l'âge de 18 ans, l'équipe première de son club formateur, le Lierse. Le club vient alors d'être fraîchement promu en Division 1. Il joue son premier match contre le FC Tilleur, le 13 septembre de la même année, et, bien que doublure d'Alfons Dresen, cela ne l'empêche pas de garder les cages lors de dix matches.
Après trois saisons passées en tant que remplaçant, la hiérarchie s'inverse durant la fin de la saison 1956-1957, Baeten poussant Dresen, international belge, sur le banc du club. À partir de ce moment, il devient le numéro 1 et le reste durant dix années consécutives.
En 1960, le Lierse remporte le Championnat de Division 1 avec Baeten entre les perches. La saison suivante, il joue ses premiers et seuls matches de Coupe d'Europe contre le FC Barcelone. Le club, subissant deux défaites lors du tour préliminaire, est éliminé 5-0 sur l'ensemble des deux rencontres.
À partir de la saison 1966-1967, vieillissant, il est relégué sur le banc.
En 1969, lors de sa dernière saison, barré par Carl Engelen au poste de gardien de but, il assiste du banc des remplaçants à la victoire de son club de toujours en Coupe de Belgique face au Racing White (score final 2-0). A l'issue de ce match et d'une carrière bien remplie, il décide de prendre sa retraite de footballeur professionnel. Maurice Baeten aura passé 15 saisons au sein des Pallieters durant lesquelles il aura gardé les cages à 310 reprises.

### En sélections nationales
Son passage en équipe première au Lierse lui ouvre les portes de la Sélection des -19. Doublure de Pierre Vander Meirsch, il doit se contenter du poste de gardien de but remplaçant lors de ses deux sélections.
Baeten continue sa progression et, en 1957, commence à frapper à la porte des Diables Rouges. Durant plusieurs années, il est convoqué avec l'Équipe de Belgique de football A' mais doit  attendre trois ans avant de pouvoir jouer un seul et unique match, contre le Luxembourg (score final 2-5 pour la Belgique), le 28 février 1960. Il est également retenu en Equipe première pour un match amical le 8 décembre 1957, (Turquie-Belgique, 1-1), mais il n'entre pas en jeu. Cela reste sa seule sélection.
Durant l'année 1958, il reçoit deux sélections chez les Espoirs. Il est titulaire lors de ces rencontres, face à la Suisse et l'Allemagne de l'Ouest.

## Palmarès

### En club
|  |  | Lierse SK - Championnat de Belgique (1) : - Champion : 1960 - Coupe de Belgique (1) : - Vainqueur : 1969 |